# Liste geodätischer Referenzpunkte in Deutschland

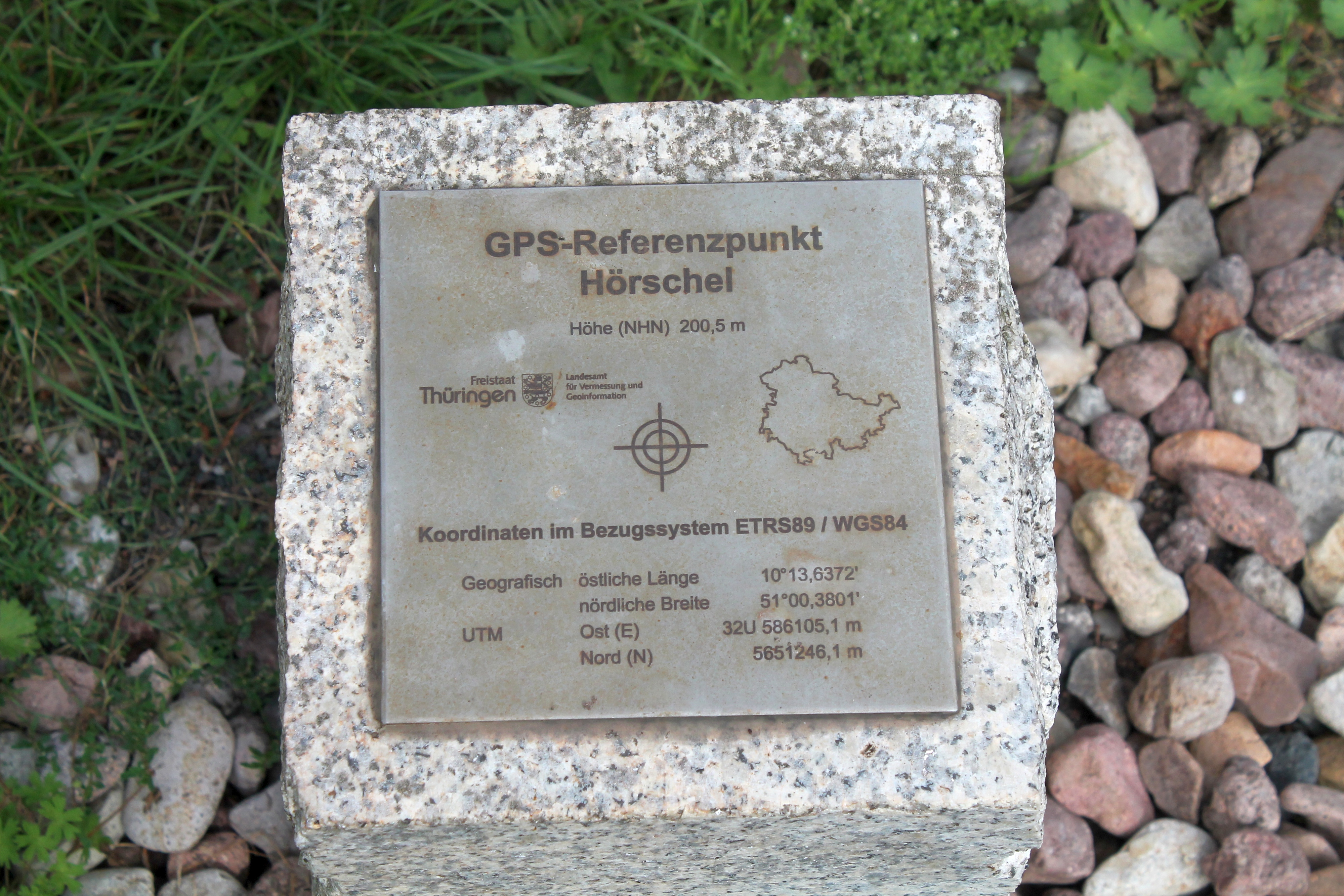
GPS-Referenzpunkt Hörschel

Geodätische Referenzpunkte sind Kontrollpunkte zum Überprüfen von GNSS-Empfängern.
An öffentlichen und gut zugänglichen Orten wurden zentimetergenau bestimmte Kontrollpunkte angebracht. Mit Hilfe dieser Kontrollpunkte kann die Genauigkeit von GNSS-Empfängern überprüft werden. Dazu wird der GNSS-Empfänger auf die entsprechende Markierung des Kontrollpunktes gelegt und die gemessenen Koordinaten mit den am Kontrollpunkt angegebenen Sollkoordinaten verglichen. Die Koordinaten sind sowohl im WGS-84-, ETRS89- und gegebenenfalls zusätzlich im Gauß-Krüger- oder UTM-Koordinatensystem des jeweiligen Meridianstreifens angegeben.

## Baden-Württemberg

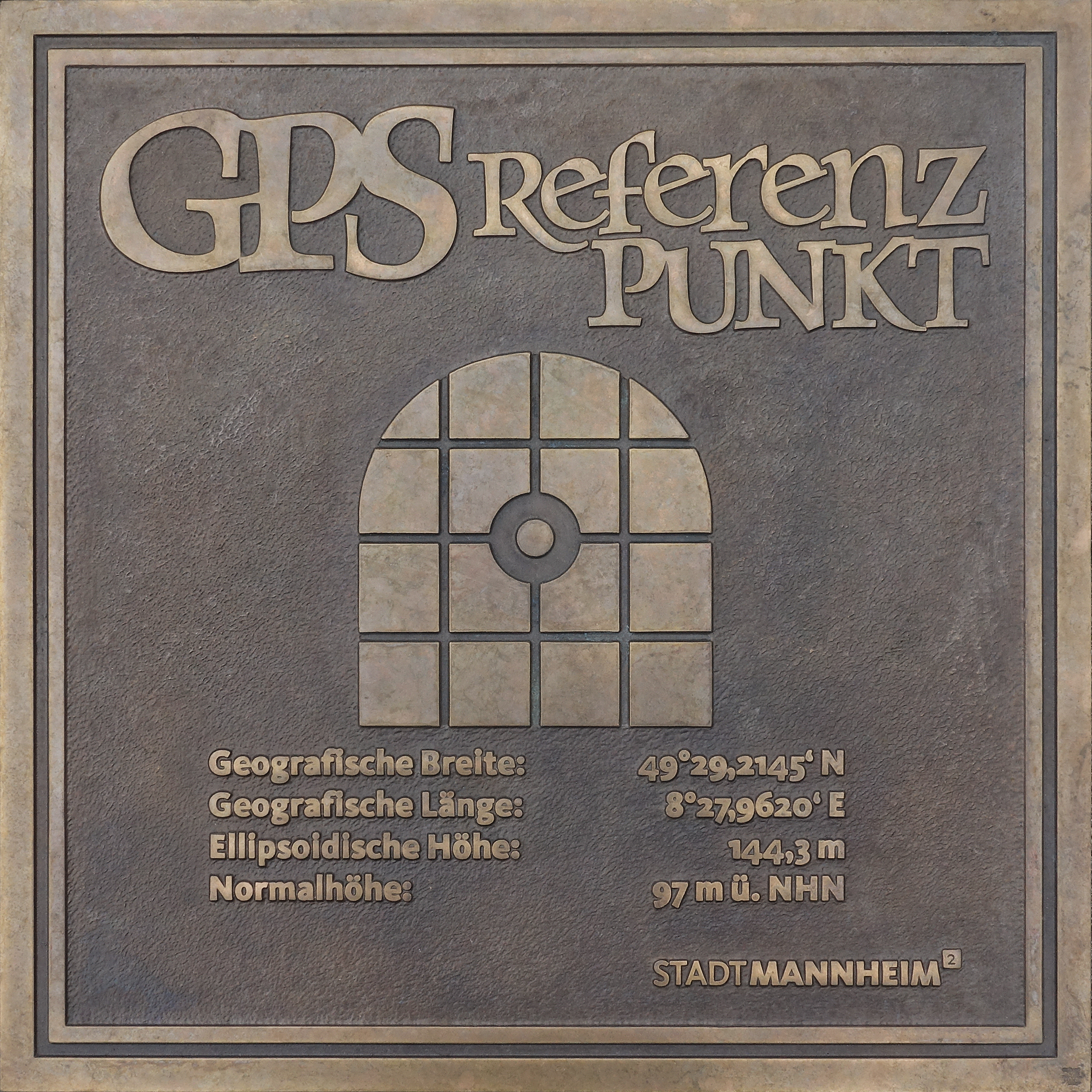
GPS-Referenzpunkt Mannheim, Paradeplatz

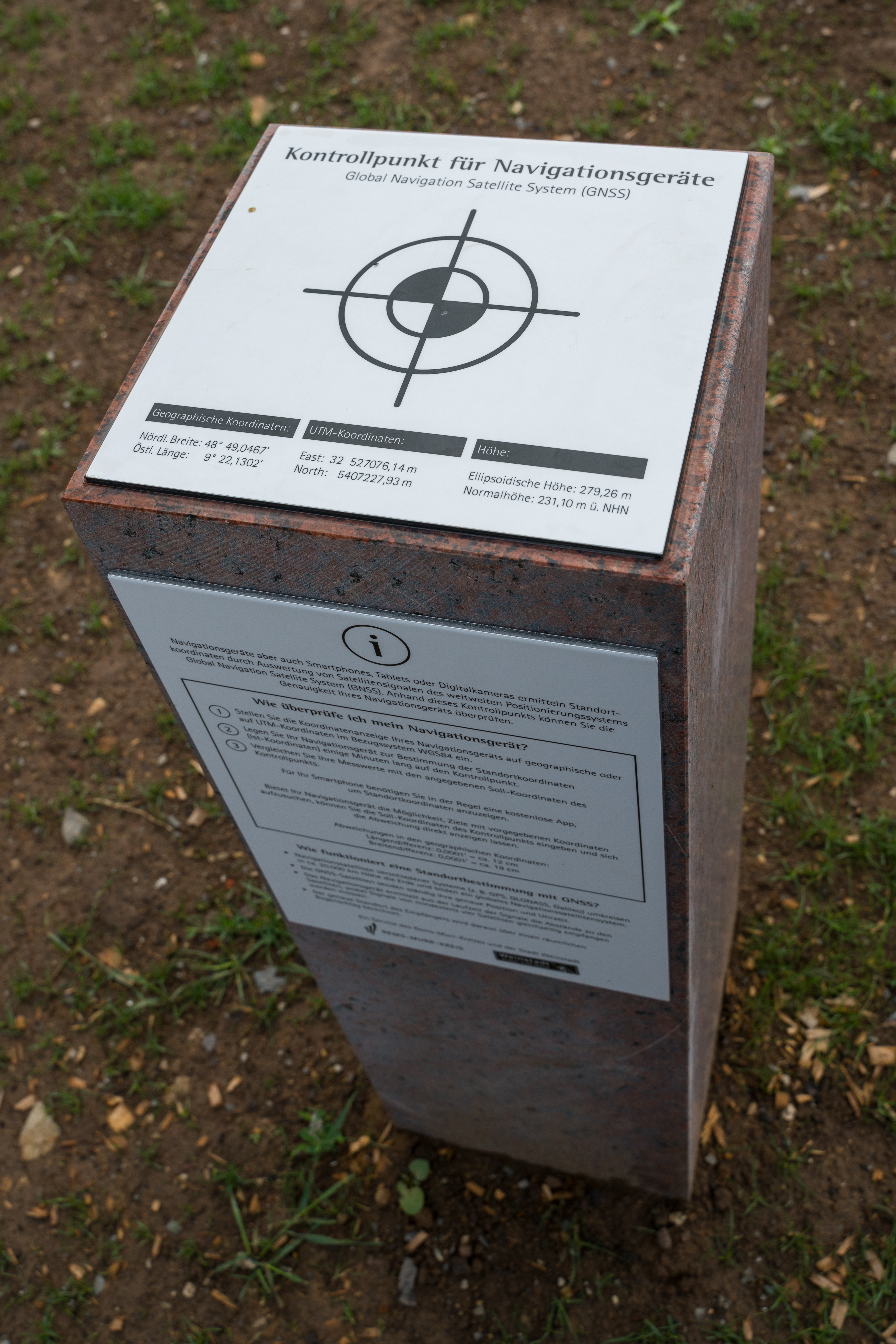
Kontrollpunkt: Weinstadt, Gartenschau

| Ort                     | Bezeichnung                                                      | Lage | Verweis |
| ----------------------- | ---------------------------------------------------------------- | ---- | ------- |
| Abstatt                 | Kontrollpunkt: Abstatt Bürgerpark                                | Lage | Link    |
| Bad Friedrichshall      | Kontrollpunkt Bad Friedrichshall, Kochendorf Schleuse            | Lage | Link    |
| Bad Friedrichshall      | Kontrollpunkt: Bad Friedrichshall, Jagstfeld Bahnhof             | Lage | Link    |
| Bad Rappenau            | Kontrollpunkt: Bad Rappenau, Kurpark                             | Lage | Link    |
| Bad Rappenau            | Kontrollpunkt: Bad Rappenau, Schloss                             | Lage | Link    |
| Bietigheim-Bissingen    | Kontrollpunkt: Bietigheim-Bissingen, Bahnhof                     | Lage | Link    |
| Böblingen               | Kontrollpunkt: Böblingen, Unterer See                            | Lage | Link    |
| Bönnigheim              | Kontrollpunkt: Bönnigheim, Am Schloss                            | Lage | Link    |
| Bruchsal                | Kontrollpunkt: Bruchsal Untergrombach                            | Lage | Link    |
| Durmersheim             | Kontrollpunkt: Durmersheim, Rathaus                              | Lage | Link    |
| Feldberg (Schwarzwald)  | Kontrollpunkt: Feldberg Seebuck, Bismarckdenkmal                 | Lage | Link    |
| Feldberg (Schwarzwald)  | Kontrollpunkt: Feldberg, Haus der Natur                          | Lage | Link    |
| Freiburg im Breisgau    | Kontrollpunkt: Freiburg, Sonnenuhr Bürgerhaus Seepark            | Lage | Link    |
| Freudenstadt            | Kontrollpunkt: Freudenstadt, Marktplatz                          | Lage | Link    |
| Freudental              | Kontrollpunkt: Freudental, Parkplatz Birkenwald                  | Lage | Link    |
| Heidenheim              | Kontrollpunkt: Kreis Heidenheim, Giengen-Hürben, Charlottenhöhle | Lage | Link    |
| Heilbronn               | Kontrollpunkt: Heilbronn, Floßhafen Bundesgartenschau            | Lage | Link    |
| Heilbronn               | Kontrollpunkt: Heilbronn, Neckarinsel Hefenweiler                | Lage | Link    |
| Heilbronn               | Kontrollpunkt: Heilbronn, Landratsamt                            | Lage | Link    |
| Kaltenbronn (Gernsbach) | Kontrollpunkt: Kaltenbronn, Hohlohturm                           | Lage | Link    |
| Kaltenbronn (Gernsbach) | Kontrollpunkt: Kaltenbronn, Infozentrum                          | Lage | Link    |
| Konstanz                | Kontrollpunkt: Konstanz, Landratsamt                             | Lage | Link    |
| Ludwigsburg             | Kontrollpunkt: Ludwigsburg, Marktplatz                           | Lage | Link    |
| Mannheim                | Kontrollpunkt: Mannheim, Paradeplatz                             | Lage | Link    |
| Möckmühl                | Kontrollpunkt: Möckmühl, Bahnhof                                 | Lage | Link    |
| Mühlacker               | Kontrollpunkt: Mühlacker, Landesgartenschau                      | Lage | Link    |
| Obersulm                | Kontrollpunkt: Obersulm Breitnauer See                           | Lage | Link    |
| Offenburg               | GPS-Referenzpunkt Offenburg                                      | Lage | Link    |
| Rastatt                 | Kontrollpunkt: Rastatt, Kulturplatz                              | Lage | Link    |
| Ravensburg              | Kontrollpunkt Ravensburg Innenstadt                              | Lage | Link    |
| Sigmaringen             | Kontrollpunkt: Sigmaringen, Landratsamt                          | Lage | Link    |
| Stuttgart               | GPS-Referenzpunkt Stuttgart                                      | Lage | Link    |
| Tübingen                | GPS-Referenzpunkt Tübingen                                       | Lage | Link    |
| Weikersheim             | Kontrollpunkt: Weikersheim, Marktplatz                           | Lage | Link    |
| Weinstadt               | Kontrollpunkt: Weinstadt, Gartenschau                            | Lage | Link    |
| Zaberfeld               | Kontrollpunkt: Zaberfeld Stausee Ehmetsklinge                    | Lage | Link    |

## Bayern

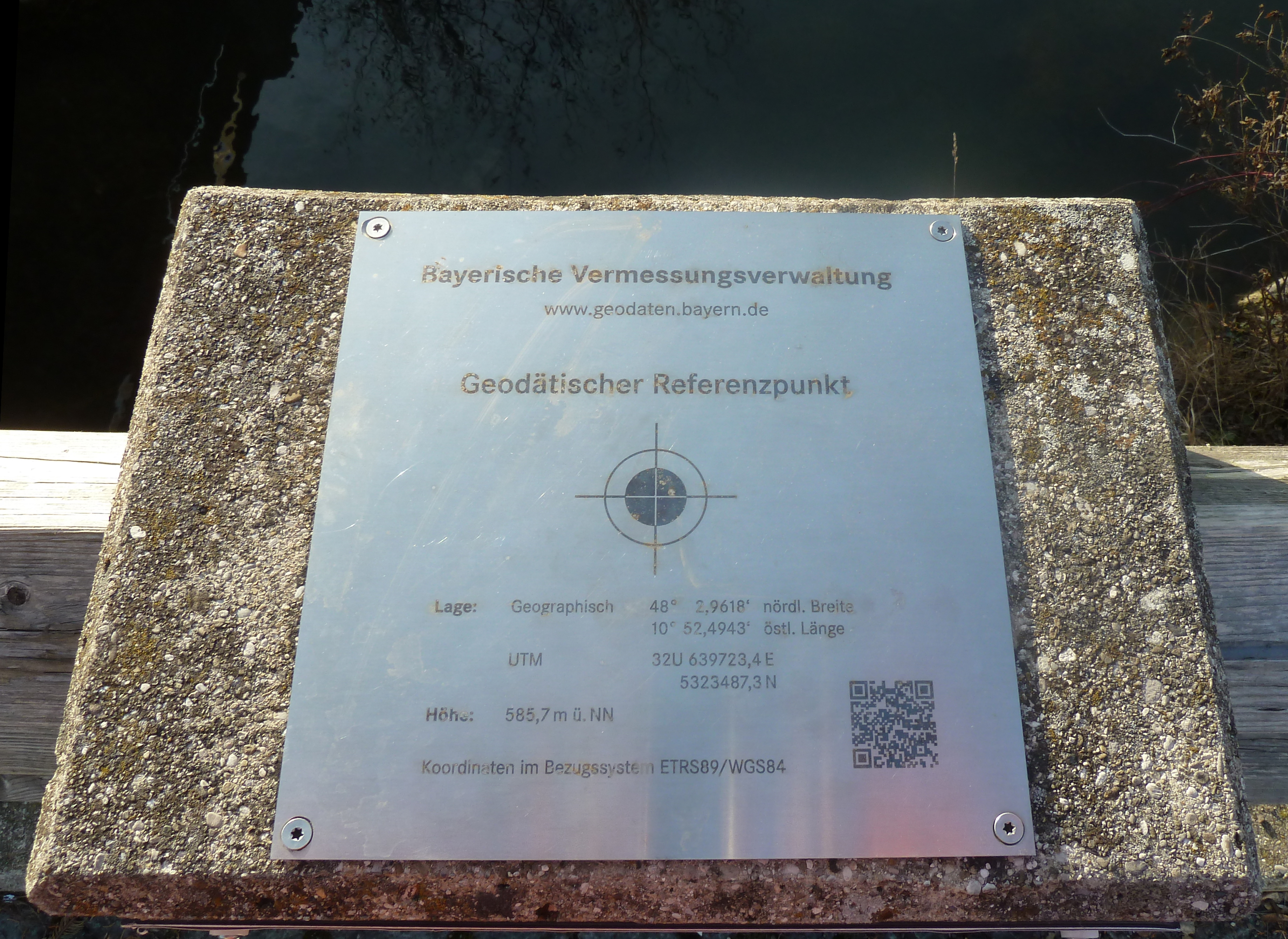
Geodätischer Referenzpunkt in Landsberg am Lech (Oberbayern)

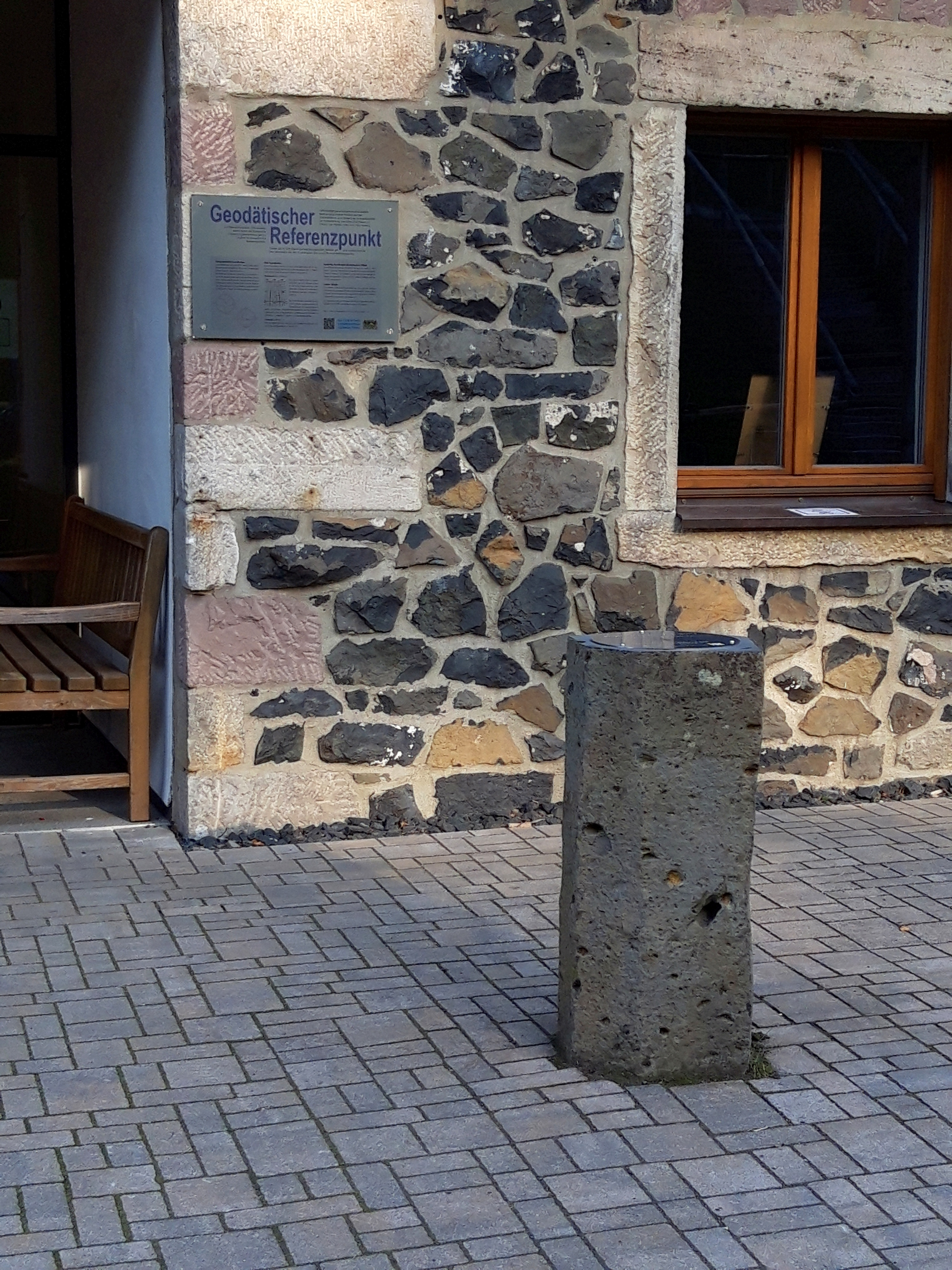
Geodätischer Referenzpunkt Kreuzberg am Kloster Kreuzberg in der Rhön

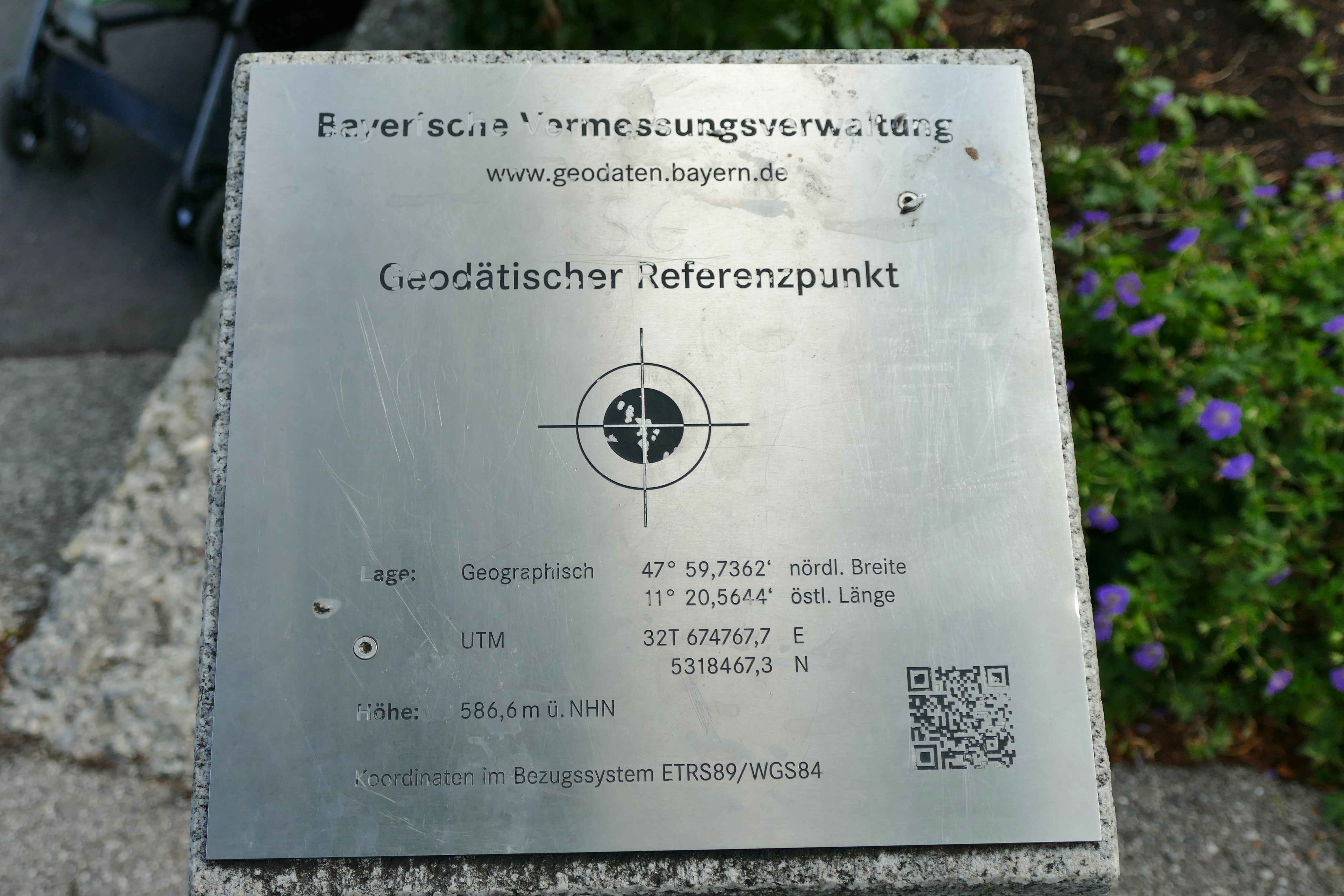
Geodätischer Referenzpunkt in Starnberg

| Ort                    | Bezeichnung                                    | Lage | Verweis |
| ---------------------- | ---------------------------------------------- | ---- | ------- |
| Aichach                | Geodätischer Referenzpunkt Aichach             | Lage | Link    |
| Aldersbach             | Geodätischer Referenzpunkt Aldersbach          | Lage | Link    |
| Arnshausen             | Geodätischer Referenzpunkt Arnshausen          | Lage | Link    |
| Augsburg               | Geodätischer Referenzpunkt Augsburg            | Lage | Link    |
| Bad Tölz               | Geodätischer Referenzpunkt Bad Tölz            | Lage | Link    |
| Bayreuth               | Geodätischer Referenzpunkt Bayreuth            | Lage | Link    |
| Bogen (Stadt)          | Geodätischer Referenzpunkt Bogen               | Lage | Link    |
| Burghausen             | Geodätischer Referenzpunkt Burghausen          | Lage | Link    |
| Cham (Oberpfalz)       | Geodätischer Referenzpunkt Cham                | Lage | Link    |
| Coburg                 | Geodätischer Referenzpunkt Coburg              | Lage | Link    |
| Dachau                 | Geodätischer Referenzpunkt Dachau              | Lage | Link    |
| Dammbach               | Geodätischer Referenzpunkt Dammbach            | Lage | Link    |
| Deggendorf             | Geodätischer Referenzpunkt Deggendorf          | Lage | Link    |
| Dillingen a.d.Donau    | Geodätischer Referenzpunkt Dillingen a.d.Donau | Lage | Link    |
| Dollnstein             | Geodätischer Referenzpunkt Dollnstein          | Lage | Link    |
| Donaustauf             | Geodätischer Referenzpunkt Donaustauf          | Lage | Link    |
| Dreifrankenstein       | Geodätischer Referenzpunkt Dreifrankenstein    | Lage | Link    |
| Ebersberg              | Geodätischer Referenzpunkt Ebersberg           | Lage | Link    |
| Erding                 | Geodätischer Referenzpunkt Erding              | Lage | Link    |
| Freising               | Geodätischer Referenzpunkt Freising            | Lage | Link    |
| Freystadt              | Geodätischer Referenzpunkt Freystadt           | Lage | Link    |
| Freyung                | Geodätischer Referenzpunkt Freyung             | Lage | Link    |
| Fürstenfeldbruck       | Geodätischer Referenzpunkt Fürstenfeldbruck    | Lage | Link    |
| Günzburg               | Geodätischer Referenzpunkt Günzburg            | Lage | Link    |
| Gunzenhausen           | Geodätischer Referenzpunkt Gunzenhausen        | Lage | Link    |
| Handthal               | Geodätischer Referenzpunkt Handthal            | Lage | Link    |
| Harburg (Schwaben)     | Geodätischer Referenzpunkt Harburg (Schwaben)  | Lage | Link    |
| Haßfurt                | Geodätischer Referenzpunkt Haßfurt             | Lage | Link    |
| Hof (Saale)            | Geodätischer Referenzpunkt Hof                 | Lage | Link    |
| Ingolstadt             | Geodätischer Referenzpunkt Ingolstadt          | Lage | Link    |
| Karlshuld              | Geodätischer Referenzpunkt Karlshuld           | Lage | Link    |
| Kastl (Lauterachtal)   | Geodätischer Referenzpunkt Kastl               | Lage | Link    |
| Kelheim                | Geodätischer Referenzpunkt Kelheim             | Lage | Link    |
| Kempten                | Geodätischer Referenzpunkt Kempten             | Lage | Link    |
| Königssee              | Geodätischer Referenzpunkt Königssee           | Lage | Link    |
| Kreuzberg              | Geodätischer Referenzpunkt Kreuzberg           | Lage | Link    |
| Kronach                | Geodätischer Referenzpunkt Kronach             | Lage | Link    |
| Kulmbach               | Geodätischer Referenzpunkt Kulmbach            | Lage | Link    |
| Landau a.d.Isar        | Geodätischer Referenzpunkt Landau a.d.Isar     | Lage | Link    |
| Landsberg am Lech      | Geodätischer Referenzpunkt Landsberg am Lech   | Lage | Link    |
| Landshut               | Geodätischer Referenzpunkt Landshut            | Lage | Link    |
| Lindau (Bodensee)      | Geodätischer Referenzpunkt Lindau              | Lage | Link    |
| Lohr a.Main            | Geodätischer Referenzpunkt Lohr a.Main         | Lage | Link    |
| Marktoberdorf          | Geodätischer Referenzpunkt Marktoberdorf       | Lage | Link    |
| Miesbach               | Geodätischer Referenzpunkt Miesbach            | Lage | Link    |
| Mindelheim             | Geodätischer Referenzpunkt Mindelheim          | Lage | Link    |
| Mühldorf am Inn        | Geodätischer Referenzpunkt Mühldorf            | Lage | Link    |
| München                | Geodätischer Referenzpunkt München             | Lage | Link    |
| Neu-Ulm                | Geodätischer Referenzpunkt Neu-Ulm             | Lage | Link    |
| Parkstein              | Geodätischer Referenzpunkt Parkstein           | Lage | Link    |
| Pfaffenhofen           | Geodätischer Referenzpunkt Pfaffenhofen        | Lage | Link    |
| Pfarrkirchen           | Geodätischer Referenzpunkt Pfarrkirchen        | Lage | Link    |
| Rosenheim              | Geodätischer Referenzpunkt Rosenheim           | Lage | Link    |
| Roth                   | Geodätischer Referenzpunkt Roth                | Lage | Link    |
| Schwandorf             | Geodätischer Referenzpunkt Schwandorf          | Lage | Link    |
| Schwanstetten          | Geodätischer Referenzpunkt Schwanstetten       | Lage | Link    |
| Schweinfurt            | Geodätischer Referenzpunkt Schweinfurt         | Lage | Link    |
| Starnberg              | Geodätischer Referenzpunkt Starnberg           | Lage | Link    |
| Tirschenreuth          | Geodätischer Referenzpunkt Tirschenreuth       | Lage | Link    |
| Weilheim in Oberbayern | Geodätischer Referenzpunkt Weilheim            | Lage | Link    |
| Westerngrund           | Geodätischer Referenzpunkt Westerngrund        | Lage | Link    |
| Wettenhausen           | Geodätischer Referenzpunkt Wettenhausen        | Lage | Link    |
| Wolfratshausen         | Geodätischer Referenzpunkt Wolfratshausen      | Lage | Link    |
| Würzburg               | Geodätischer Referenzpunkt Würzburg            | Lage | Link    |
| Wunsiedel              | Geodätischer Referenzpunkt Wunsiedel           | Lage | Link    |
| Zirndorf               | Geodätischer Referenzpunkt Zirndorf            | Lage | Link    |
| Zwiesel                | Geodätischer Referenzpunkt Zwiesel             | Lage | Link    |

## Berlin
| Ort    | Bezeichnung                              | Lage | Verweis               |
| ------ | ---------------------------------------- | ---- | --------------------- |
| Berlin | Referenzpunkt Berlin-Adlershof           | Lage | Referenzpunkte Berlin |
| Berlin | Referenzpunkt Berlin-Mitte               | Lage | Referenzpunkte Berlin |
| Berlin | Referenzpunkt Berlin-Wilmersdorf         | Lage | Referenzpunkte Berlin |
| Berlin | Referenzpunkt Berlin-Marzahn-Hellersdorf | Lage | Referenzpunkte Berlin |

## Brandenburg
| Ort              | Bezeichnung                    | Lage | Verweis |
| ---------------- | ------------------------------ | ---- | ------- |
| Potsdam          | Kontrollpunkt Potsdam          | Lage | Link    |
| Spremberg        | Kontrollpunkt Spremberg        | Lage | Link    |
| Frankfurt (Oder) | Kontrollpunkt Frankfurt (Oder) | Lage | Link    |
| Wandlitz         | Kontrollpunkt Wandlitz         | Lage | Link    |
| Luckenwalde      | Kontrollpunkt Luckenwalde      | Lage | Link    |

## Bremen
| Ort         | Bezeichnung                   | Lage | Verweis |
| ----------- | ----------------------------- | ---- | ------- |
| Bremen      | GPS-Referenzpunkt BREMEN      | Lage | Link    |
| Bremerhaven | GPS-Referenzpunkt BREMERHAVEN | Lage | Link    |

## Hamburg
| Ort     | Bezeichnung               | Lage | Verweis |
| ------- | ------------------------- | ---- | ------- |
| Hamburg | Kontrollpunkt Stück-Stein | Lage | Link    |

## Hessen

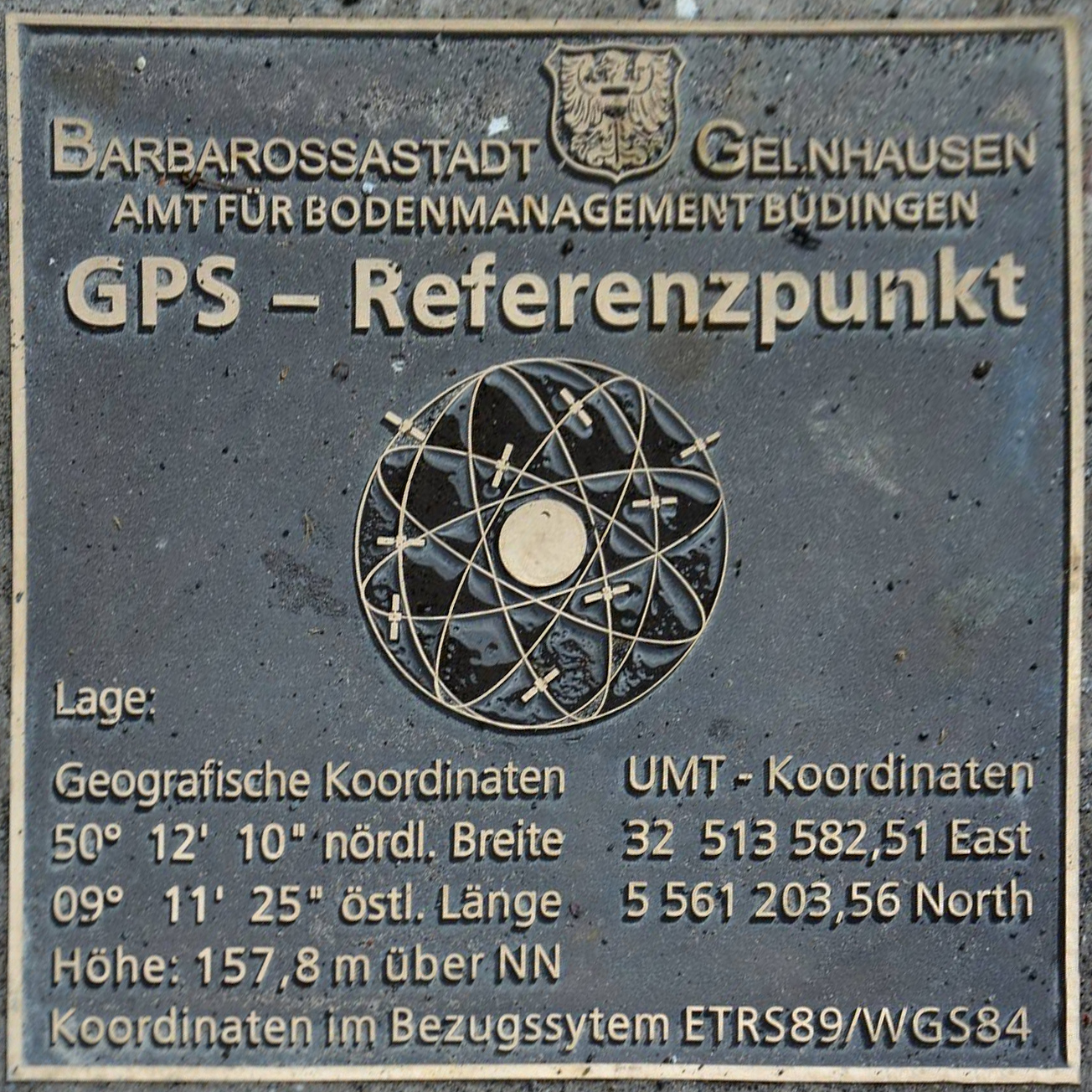
GPS-Referenzpunkt in Gelnhausen mit Schreibfehler „UMT“ statt richtig „UTM“

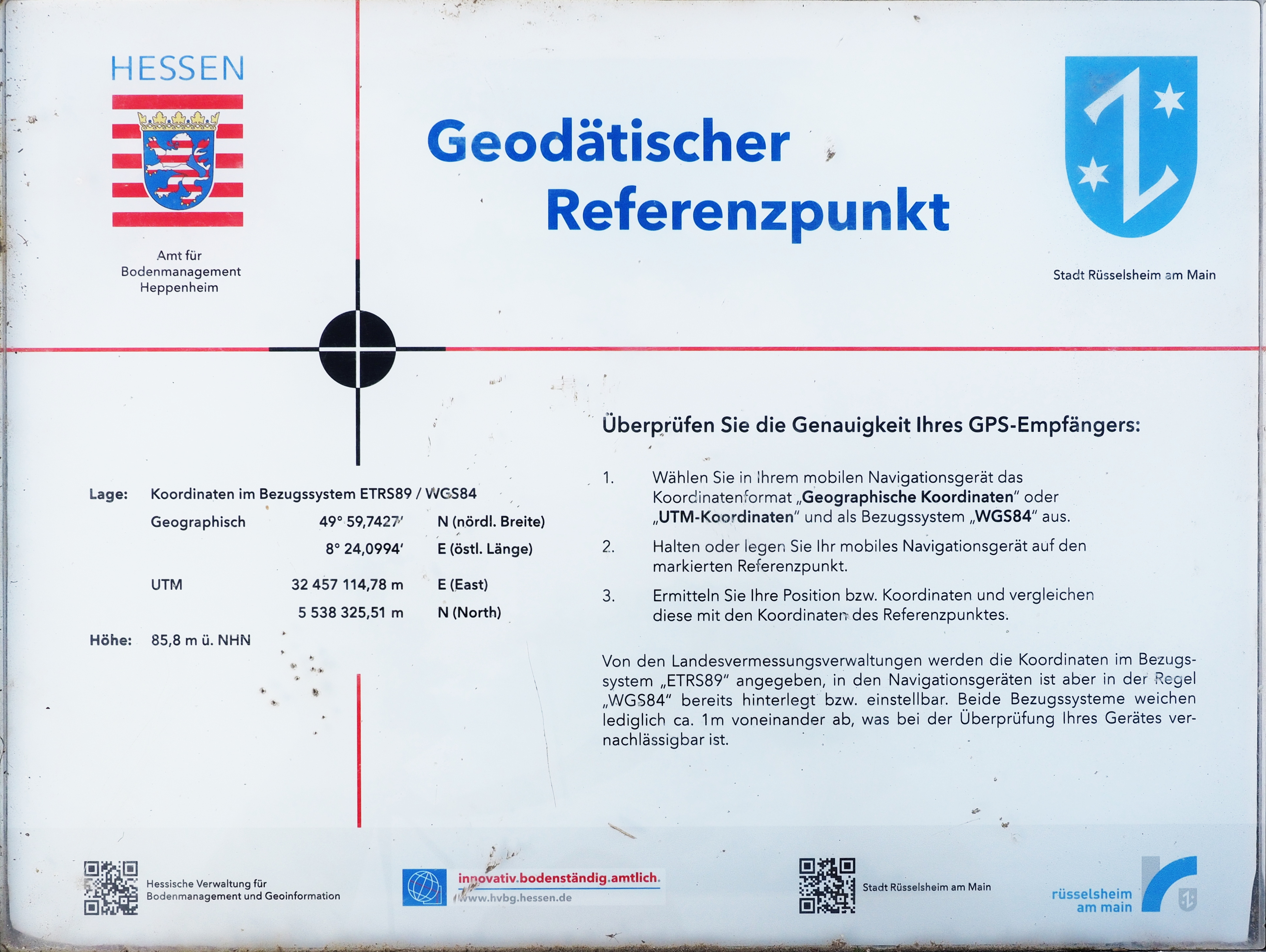
Referenzpunkt in Rüsselsheim, Am Opelsteg

| Ort                     | Bezeichnung                                                                       | Lage | Verweis |
| ----------------------- | --------------------------------------------------------------------------------- | ---- | ------- |
| Bad Hersfeld            | Geodätischer Referenzpunkt Bad Hersfeld, Stiftspark                               | Lage | Link    |
| Eschwege                | Geodätischer Referenzpunkt Eschwege, Werrabrücke                                  | Lage | Link    |
| Fritzlar                | Geodätischer Referenzpunkt Fritzlar, Altstadt                                     | Lage | Link    |
| Frankfurt am Main       | GPS-Referenzpunkt Frankfurt                                                       | Lage | Link    |
| Gelnhausen              | GPS-Referenzpunkt Gelnhausen                                                      | Lage | Link    |
| Gießen                  | Geo-Referenzpunkt Gießen                                                          | Lage | Link    |
| Heppenheim (Bergstraße) | Geo-Referenzpunkt Heppenheim                                                      | Lage | Link    |
| Hessisch Lichtenau      | Geodätischer Referenzpunkt Hessisch Lichtenau                                     | Lage | Link    |
| Herborn                 | Geodätischer Referenzpunkt Herborn                                                | Lage | Link    |
| Homberg (Efze)          | Geodätischer Referenzpunkt Homberg (Efze)                                         | Lage | Link    |
| Korbach                 | Geodätischer Referenzpunkt Korbach, Eingang Amt für Bodenmanagement               | Lage | Link    |
| Korbach                 | Befahrbarer geodätischer Referenzpunkt Korbach, Parkplatz Amt für Bodenmanagement | Lage | Link    |
| Kassel                  | GPS-Referenzpunkt Kassel                                                          | Lage | Link    |
| Limburg an der Lahn     | Geodätischer Referenzpunkt Limburg                                                | Lage | Link    |
| Marburg                 | Geodätischer Referenzpunkt Marburg                                                | Lage | Link    |
| Neukirchen (Knüll)      | Geodätischer Referenzpunkt Neukirchen                                             | Lage | Link    |
| Oberaula                | Geodätischer Referenzpunkt Oberaula                                               | Lage | Link    |
| Rüsselsheim am Main     | Geodätischer Referenzpunkt Rüsselsheim, Am Opelsteg                               | Lage | Link    |
| Rüsselsheim am Main     | Geodätischer Referenzpunkt Rüsselsheim, Opelvilla                                 | Lage | Link    |
| Rüsselsheim am Main     | Geodätischer Referenzpunkt Rüsselsheim, Rathaus                                   | Lage | Link    |
| Willingen (Upland)      | Geodätischer Referenzpunkt Willingen                                              | Lage | Link    |

## Mecklenburg-Vorpommern
| Ort      | Bezeichnung                         | Lage | Verweis |
| -------- | ----------------------------------- | ---- | ------- |
| Schwerin | Kontrollpunkt am Markt von Schwerin | Lage | Link    |

## Niedersachsen
| Ort          | Bezeichnung                                              | Lage | Verweis              |
| ------------ | -------------------------------------------------------- | ---- | -------------------- |
| Aurich       | Navigationsvergleichspunkt Aurich                        | Lage | Flyer Katasteramt    |
| Bovenden     | GPS-Referenzpunkt Bovenden                               | Lage | Link 1, Link 2       |
| Braunschweig | GPS-Referenzpunkt Braunschweig Löwenwall                 | Lage | Link                 |
| Emden        | Navigationsvergleichspunkt Emden                         | Lage | Flyer im Katasteramt |
| Hannover     | GPS-Referenzpunkt Hannover                               | Lage | Link                 |
| Oldenburg    | GPS-Referenzpunkt Oldenburg vor der alten Hauptpost      | Lage | Link                 |
| Varel        | Navigationsvergleichspunkt Varel Parkplatz Katasteramt   | Lage | Link                 |
| Wingst       | GPS-Referenzpunkt Wingst Aussichtsturm „Deutscher Olymp“ | Lage | Link                 |
| Wittmund     | GPS-Referenzpunkt Wittmund am Eingang Katasteramt        | Lage | Link                 |

## Nordrhein-Westfalen

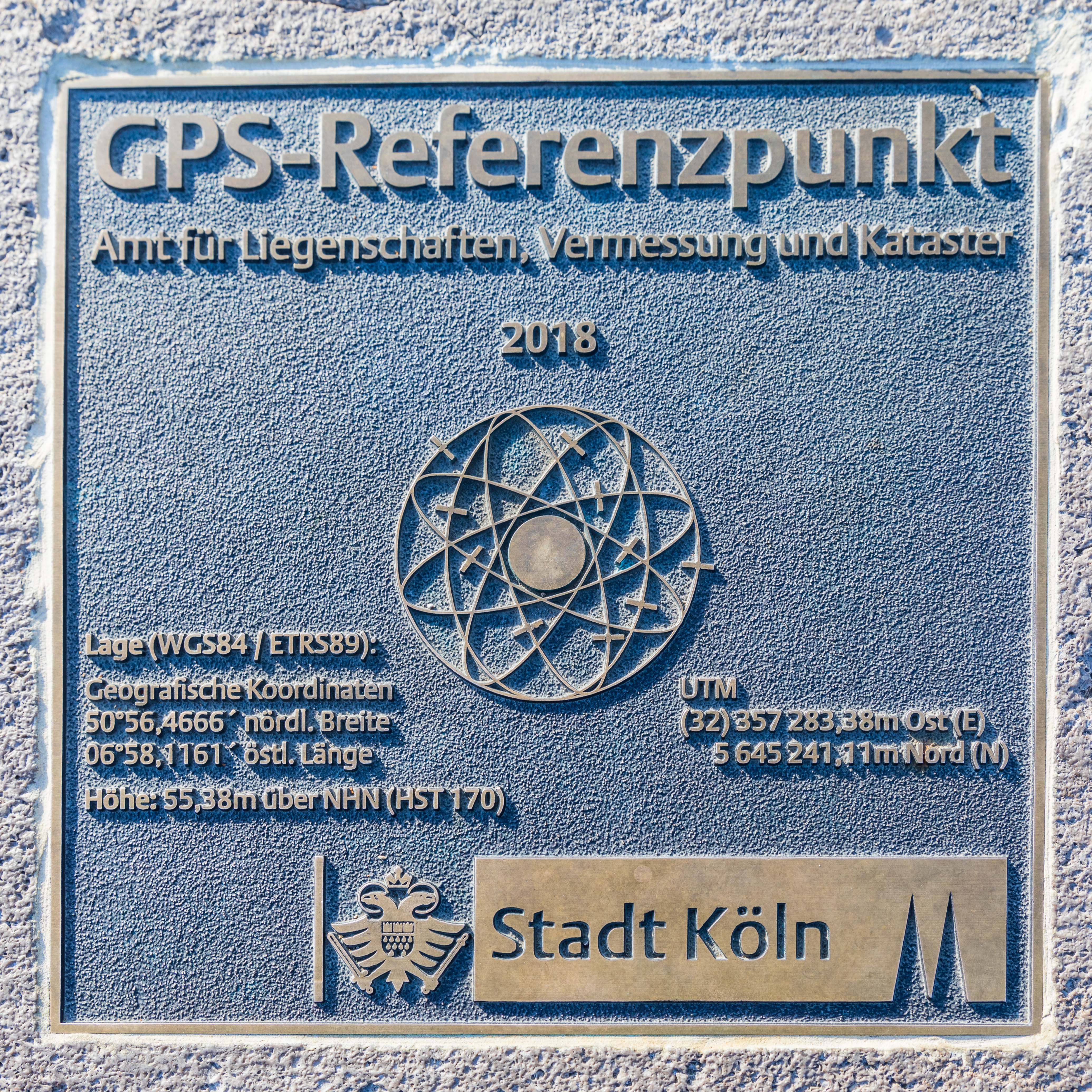
GPS-Referenzpunkt Köln

| Ort                 | Bezeichnung                                           | Lage | Verweis        |
| ------------------- | ----------------------------------------------------- | ---- | -------------- |
| Aachen              | Kontrollpunkt für Navigationsgeräte                   | Lage | Link           |
| Bergheim            | GPS-Referenzpunkt Bergheim                            | Lage | Link           |
| Bochum              | GNSS-Referenzpunkt Bochum                             | Lage | Link           |
| Dortmund            | GPS-Referenzpunkt Dortmund                            | Lage | Link           |
| Düsseldorf          | GPS-Referenzpunkt Düsseldorf                          | Lage | Link           |
| Gütersloh           | Geodätischer Referenzpunkt Kreishaus                  | Lage | Link           |
| Köln                | Geodätischer Referenzpunkt Köln                       | Lage | Link           |
| Krefeld             | Geodätischer Referenzpunkt Krefeld                    | Lage | Link           |
| Minden              | GPS-Referenzpunkt am Campus Minden                    | Lage | Link           |
| Mönchengladbach     | GPS Referenzpunkt Mönchengladbach - Rheydt Marktplatz | Lage | Link           |
| Mülheim an der Ruhr | Geodätischer Referenzpunkt Mülheim                    | Lage | Link           |
| Siegen              | GNSS-Referenzpunkt auf der Siegbrücke                 | Lage | Info-Broschüre |
| Siegen              | Geographische Hinweistafel                            | Lage | Link           |

## Rheinland-Pfalz
| Ort                 | Bezeichnung                             | Lage | Verweis |
| ------------------- | --------------------------------------- | ---- | ------- |
| Koblenz             | GPS-Vergleichspunkt Koblenz             | Lage | Link    |
| Bad Kreuznach       | GPS-Vergleichspunkt Bad Kreuznach       | Lage | Link    |
| Hausen (Wied)       | GPS-Vergleichspunkt bei Hausen (Wied)   | Lage | Link    |
| Bullay              | GPS-Vergleichspunkt Bullay              | Lage | Link    |
| Cochem              | GPS-Vergleichspunkt Cochem              | Lage | Link    |
| Kobern-Gondorf      | GPS-Vergleichspunkt Kobern-Gondorf      | Lage | Link    |
| Treis-Karden        | GPS-Vergleichspunkt Karden              | Lage | Link    |
| Treis-Karden        | GPS-Vergleichspunkt Treis               | Lage | Link    |
| Zell (Mosel)        | GPS-Vergleichspunkt Zell (Mosel)        | Lage | Link    |
| Daun                | GPS-Vergleichspunkt Daun                | Lage | Link    |
| Prüm                | GPS-Vergleichspunkt Prüm                | Lage | Link    |
| Alzey               | GPS-Vergleichspunkt Alzey               | Lage | Link    |
| Pirmasens           | GPS-Vergleichspunkt Pirmasens           | Lage | Link    |
| Zweibrücken         | GPS-Vergleichspunkt Zweibrücken         | Lage | Link    |
| Landau in der Pfalz | GPS-Vergleichspunkt Landau in der Pfalz | Lage | Link    |

## Saarland
| Ort       | Bezeichnung                 | Lage | Verweis                  |
| --------- | --------------------------- | ---- | ------------------------ |
| Ottweiler | GPS-Kontrollpunkt Ottweiler | Lage | Link zum Flyer Ottweiler |
| Saarlouis | GPS-Kontrollpunkt Saarlouis | Lage | Link zum Flyer Saarlouis |

## Sachsen

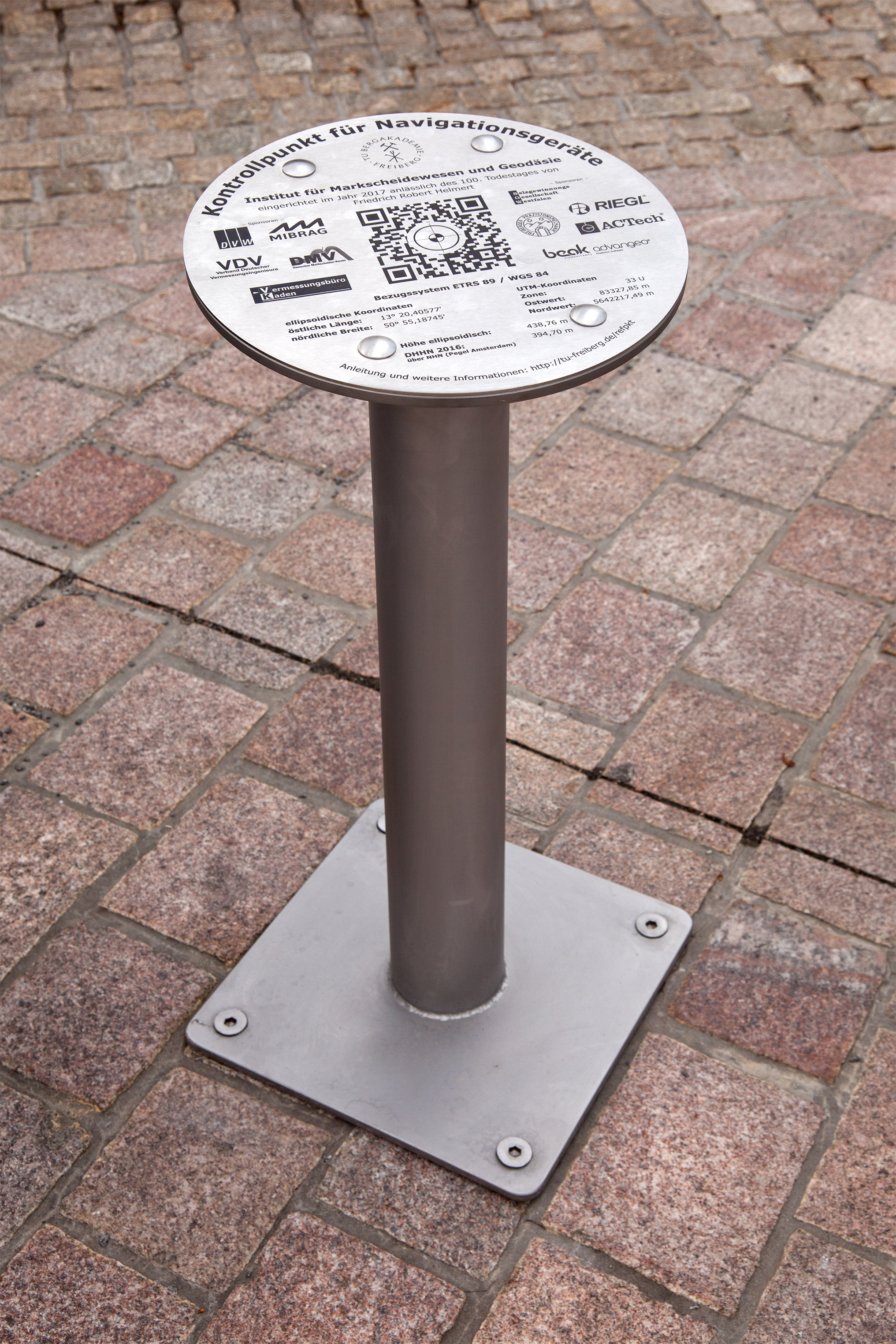
Geodätischer Referenzpunkt in Freiberg

| Ort            | Bezeichnung                                  | Lage | Verweis |
| -------------- | -------------------------------------------- | ---- | ------- |
| Bad Schandau   | Geodätischer Referenzpunkt Bad Schandau      | Lage | Link    |
| Bautzen        | Geodätischer Referenzpunkt Bautzen           | Lage | Link    |
| Borna          | Geodätischer Referenzpunkt Borna             | Lage | Link    |
| Chemnitz       | Geodätischer Referenzpunkt Chemnitz          | Lage | Link    |
| Döbeln         | Geodätischer Referenzpunkt Döbeln            | Lage | Link    |
| Dresden        | Geodätischer Referenzpunkt Dresden GeoSN     | Lage | Link    |
| Dresden        | Geodätischer Referenzpunkt Dresden Zwinger   | Lage | Link    |
| Dresden        | Geodätischer Referenzpunkt HTW Dresden       | Lage | Link    |
| Dresden        | Geodätischer Referenzpunkt Dresden Postplatz | Lage | Link    |
| Freiberg       | Geodätischer Referenzpunkt Freiberg          | Lage | Link    |
| Leipzig        | Geodätischer Referenzpunkt Leipzig           | Lage | Link    |
| Löbau          | Geodätischer Referenzpunkt Löbau             | Lage | Link    |
| Meißen         | Geodätischer Referenzpunkt Meißen            | Lage | Link    |
| Oberwiesenthal | Geodätischer Referenzpunkt Oberwiesenthal    | Lage | Link    |
| Plauen         | Geodätischer Referenzpunkt Plauen            | Lage | Link    |
| Rabenau        | Geodätischer Referenzpunkt Rabenau           | Lage | Link    |
| Rackwitz       | Geodätischer Referenzpunkt Rackwitz          | Lage | Link    |
| Zwickau        | Geodätischer Referenzpunkt Zwickau           | Lage | Link    |

## Sachsen-Anhalt
| Ort       | Bezeichnung        | Lage | Verweis |
| --------- | ------------------ | ---- | ------- |
| Magdeburg | Magdeburg-Diesdorf | Lage | Link    |

## Schleswig-Holstein
| Ort        | Bezeichnung                           | Lage | Verweis |
| ---------- | ------------------------------------- | ---- | ------- |
| Kiel       | GPS-Referenzpunkt Kiel                | Lage | Link    |
| Neumünster | Geodätischer Referenzpunkt Neumünster | Lage | Link    |

## Thüringen
| Ort                             | Bezeichnung                               | Lage | Verweis |
| ------------------------------- | ----------------------------------------- | ---- | ------- |
| Bernhardsthal                   | GPS-Referenzpunkt Bernhardsthal           | Lage | Link    |
| Blankenstein                    | GPS-Referenzpunkt Blankenstein            | Lage | Link    |
| Burg Scharfenstein bei Beuren   | GPS-Referenzpunkt Burg Scharfenstein      | Lage | Link    |
| Dreiherrenstein                 | GPS.Referenzpunkt Dreiherrenstein         | Lage | Link    |
| Erfurt, egapark                 | GPS-Referenzpunkt egapark-Buchenwaldblick | Lage | Link    |
| Erfurt, Nord                    | GPS-Referenzpunkt Erfurt-Nord             | Lage | Link    |
| Erfurt, Hirschgarten            | GPS-Referenzpunkt Erfurt-Hirschgarten     | Lage | Link    |
| Grenzadler, Oberhof             | GPS-Referenzpunkt Grenzadler              | Lage | Link    |
| Hohe Sonne, Eisenach            | GPS-Referenzpunkt Hohe Sonne              | Lage | Link    |
| Hörschel                        | GPS-Referenzpunkt Hörschel                | Lage | Link    |
| Inselsberg, Brotterode-Trusetal | GPS-Referenzpunkt Inselsberg              | Lage | Link    |
| Kurfürstenstein, Lehesten       | GPS-Referenzpunkt Kurfürstenstein         | Lage | Link    |
| Masserberg                      | GPS-Referenzpunkt Masserberg              | Lage | Link    |
| Pleß                            | GPS-Referenzpunkt Pleß                    | Lage | Link    |
| Rathsfeld                       | GPS-Referenzpunkt Rathsfeld Lapidarium    | Lage | Link    |
| Schmiedefeld am Rennsteig       | GPS-Referenzpunkt Schmiedefeld            | Lage | Link    |
| Spechtsbrunn                    | GPS-Referenzpunkt Spechtsbrunn            | Lage | Link    |
| Osterburg Weida                 | GPS-Referenzpunkt Osterburg Weida         | Lage | Link    |